# Musée des civilisations asiatiques (Singapour)
Pour les articles homonymes, voir Musée des civilisations.
Le musée des civilisations asiatiques (anglais : Asian Civilisations Museum, chinois : 亚洲文明博物馆) est l'une des trois institutions qui forment le groupe des musées nationaux de Singapour (National Museum of Singapore). C'est l'un des premiers musées de la région à se focaliser sur l'ensemble des cultures et civilisations d'Asie. Le musée porte un intérêt tout particulier pour les collections historiques de Chine, d'Asie du Sud-Est, d'Asie du Sud et d'Asie occidentale, régions d'où proviennent les principaux groupes ethniques actuels de Singapour.

## Historique
Le musée a d'abord ouvert ses portes dans l'enceinte de la Old Tao Nan School le 22 avril 1997 sur Armenian Street avec des collections largement centrées sur la civilisation chinoise. À la suite de la rénovation du bâtiment historique Empress Place Building, le musée put y établir ses galeries à partir du 2 mars 2003 avec la possibilité d'étendre ses collections aux autres régions d'Asie. L'ancienne branche d'Armernian Street ferma pour rénovation en janvier 2006 et rouvert en tant que musée Peranakan spécialisé sur la culture Baba-Nyonya le 25 avril 2008.

## Le bâtiment
Surplombant l'embouchure de la rivière de Singapour, l'Empress Place Building a longtemps hébergé les bureaux du gouvernement avant de devenir l'actuel musée.
Le bâtiment, de style néo-palladianiste, fut érigé au milieu des années 1860 par des prisonniers condamnés aux travaux forcés sous la supervision de l'ingénieur colonial JFA McNair et pour un coût de 53 000 livres sterling. Le bâtiment fut agrandi plusieurs fois pour accueillir la bureaucratie coloniale.
L'édifice fut rebaptisé Empress Place Building au début du XXe siècle en l'honneur de la reine Victoria. Après l'indépendance, le bâtiment continua à accueillir les différents services gouvernementaux. Des expositions y furent organisées à partir des années 1990 avant la restauration du bâtiment en 2003 pour devenir un musée à part entière.

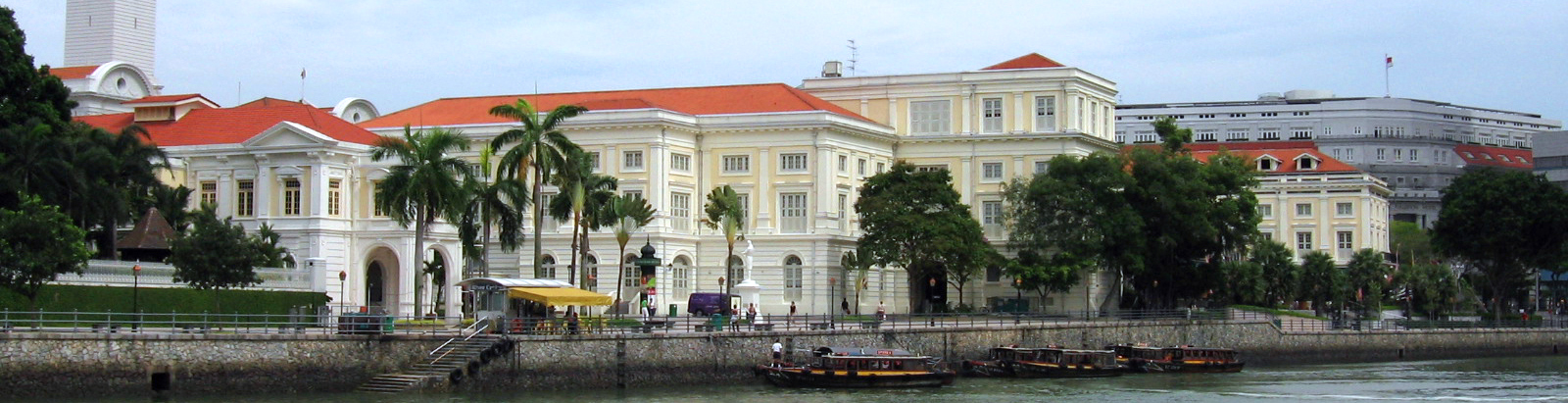
Musée des civilisations asiatiques à Empress Place.

## Galeries
- Galerie Singapore River : La galerie revient sur les principaux objets archéologiques retrouvés à Singapour et qui reflètent l'activité marchande de toujours de l'île[2].
- Galerie Southeast Asia : Sur 3 galeries, la collection retrace sur 2 500 ans les cultures du sud-est asiatique, du nord de la Thaïlande au sud de l'Indonésie, rythmées par l'influence des moussons[3].
- Galerie West Asia / Islamic : Cette collection se focalise sur la culture islamique et notamment sur la calligraphie[4].
- Galerie China : La collection revient principalement sur les caractéristiques de la Chine impériale[5].
- Galerie South Asia : Étendue sur 2 galeries, la collection revient sur les origines de l'hindouisme et du bouddhisme et leurs multiples adaptations régionales[6].

## Source de traduction
- (en) Cet article est partiellement ou en totalité issu de l’article de Wikipédia en anglais intitulé « Asian Civilisations Museum » (voir la liste des auteurs).